# Formule de Gibbs
 (janvier 2023).
Si vous disposez d'ouvrages ou d'articles de référence ou si vous connaissez des sites web de qualité traitant du thème abordé ici, merci de compléter l'article en donnant les références utiles à sa vérifiabilité et en les liant à la section « Notes et références ».
La formule de Gibbs, nommée d'après Josiah Willard Gibbs, est une formule mathématique utilisée pour calculer un double produit vectoriel à l'aide de produits scalaires :
{\displaystyle {\overrightarrow {u}}\wedge ({\overrightarrow {v}}\wedge {\overrightarrow {w}})=({\overrightarrow {u}}\cdot {\overrightarrow {w}}){\overrightarrow {v}}-({\overrightarrow {u}}\cdot {\overrightarrow {v}}){\overrightarrow {w}}}